# Saint-Hilaire-sur-Risle
Saint-Hilaire-sur-Risle ist eine französische Gemeinde mit 291 Einwohnern (Stand: 1. Januar 2022) im Département Orne in der Region Normandie. Sie gehört zum Kanton Tourouvre au Perche und zum Arrondissement Mortagne-au-Perche.
Nachbargemeinden sind Saint-Pierre-des-Loges im Nordwesten, Beaufai im Norden, Aube im Nordosten, Brethel im Südosten, Le Ménil-Bérard im Süden und Sainte-Gauburge-Sainte-Colombe im Südwesten.

## Bevölkerungsentwicklung
| Jahr      | 1962 | 1968 | 1975 | 1982 | 1990 | 1999 | 2008 | 2016 |
| --------- | ---- | ---- | ---- | ---- | ---- | ---- | ---- | ---- |
| Einwohner | 332  | 404  | 366  | 341  | 295  | 327  | 314  | 318  |

## Sehenswürdigkeiten

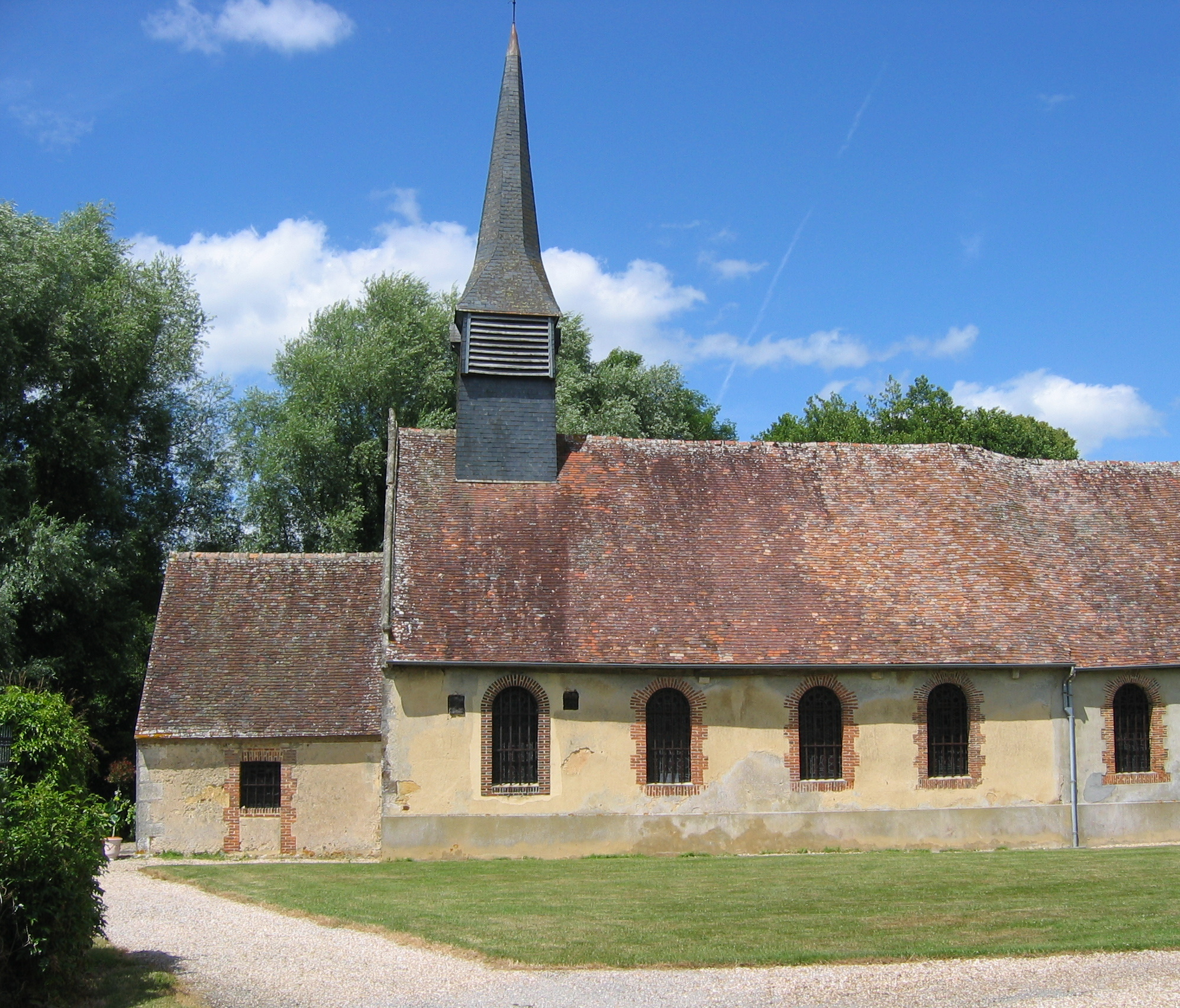
Kirche

- Kirche